# Gelehrte Gesellschaft der Tschechischen Republik
Die Gelehrte Gesellschaft der Tschechischen Republik (Učená společnost České republiky) ist ein Bürgerverein, dessen Mitglieder sich aus Wissenschaftlern in der Tschechischen Republik rekrutieren. Ihr Ziel ist die Unterstützung und Verbreitung der Wissenschaft in der Öffentlichkeit. Die Gesellschaft wurde gegründet am 10. Mai 1994 auf Betreiben des Chemikers Otto Wichterle. Gegenwärtiger Präsident der Gesellschaft (von Mai 2022 bis Mai 2024) ist  Libor Grubhoffer.
Die Gesellschaft beruft sich auf die Tradition anderer wissenschaftlicher Institutionen in Tschechien wie Societas incognitorum vom 1746, die Gelehrte Gesellschaft von 1770, die Königliche böhmische Gesellschaft der Wissenschaften von 1784 oder die Tschechische Akademie der Wissenschaften und Künste von 1890.
Die Gesellschaft hat vier Sektionen für:
- mathematisch-physikalische Wissenschaften
- chemische Wissenschaften
- biologisch-medizinische Wissenschaften
- gesellschaftliche und humanistische Wissenschaften